# Pangauban (Batujajar)
Pangauban is een bestuurslaag in het regentschap Bandung Barat van de provincie West-Java, Indonesië. Pangauban telt 11.421 inwoners (volkstelling 2010).